# 擬瑙脂鯉
擬瑙脂鯉，為輻鰭魚綱脂鯉目脂鯉亞目脂鯉科的其中一個種，為熱帶淡水魚，分布於南美洲委內瑞拉Caura河流域，體長可達7.6公分，棲息沙石底質、流動的溪流，生活習性不明。

## 扩展阅读
- 維基物種上的相關：擬瑙脂鯉